# Малодебітна нафтова свердловина
Малодебі́тна на́фтова свердлови́на (англ. marginal oil well, idle producer, stringer, stripper, нім. Sonde f mit geringer Förderrate, geringproduktive Sonde f) — нафтова свердловина з дебітом до 5 м3/добу незалежно від висоти підняття рідини.